# Kulesch

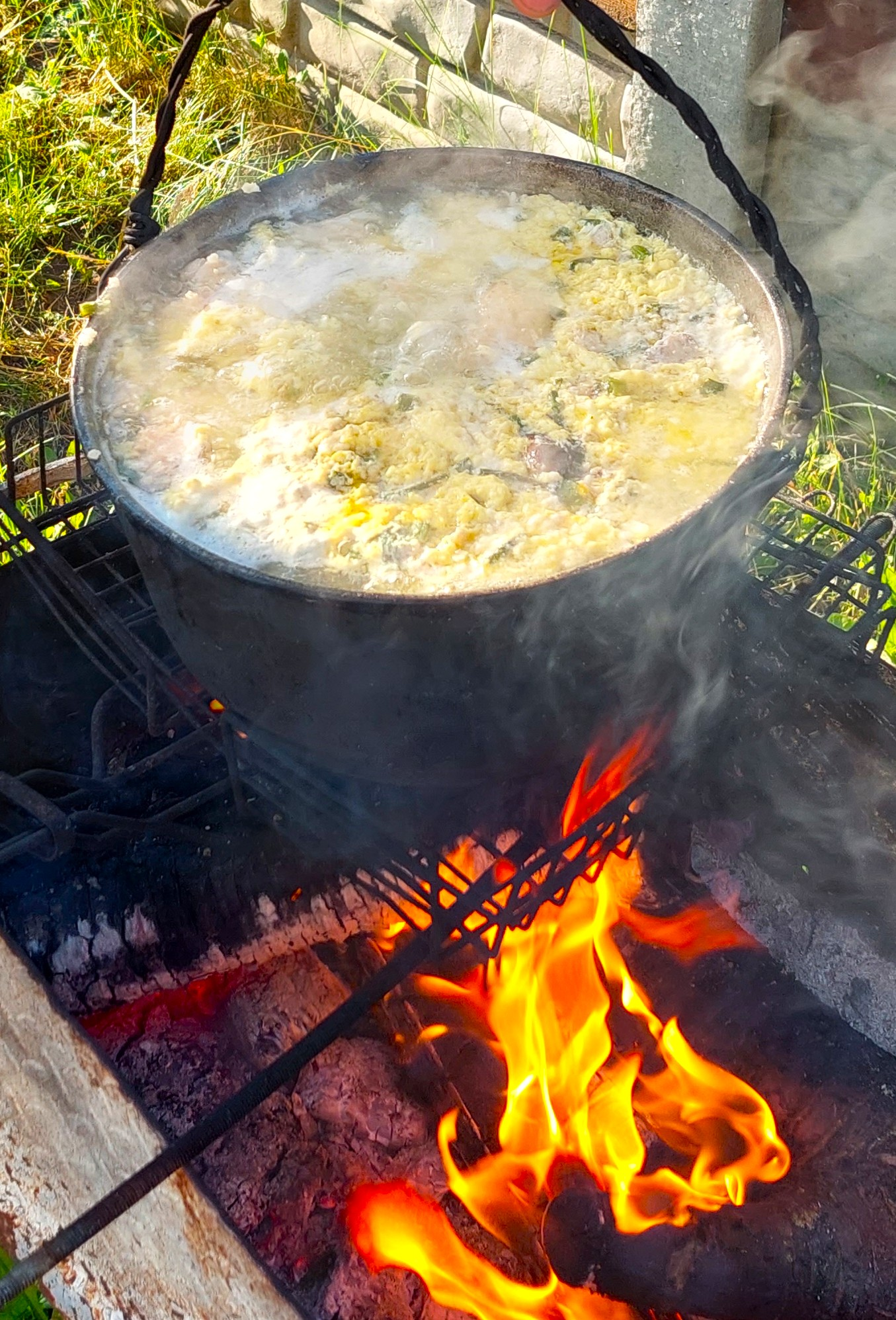
Kulisch

Kulesch beziehungsweise Kulisch (ukrainisch Куліш, russisch Кулеш) ist ein ukrainisches Nationalgericht. Dabei handelt es sich um einen Brei aus Getreide und anderen Zutaten. Es wird als Zwischengericht in der klassischen Menüfolge serviert, ist aber auch als eigenständiges Gericht bekannt.

## Zusammensetzung
Man unterscheidet mehrere Zubereitungen:
Im Osten und Südosten der Ukraine bereitet man aus Getreide (z. B. Hirse) und Kartoffeln einen Brei zu, welcher durch die Zugaben von gebratenem Speck und Zwiebeln verfeinert wird.
Im Westen (Karpaten/Huzulen) wird ein Brei aus Mehl und Wasser gekocht, der nach dem Garen mit Schafskäse und Butter bedeckt wird.